# Бережівка
Бережі́вка — село в Україні, у Парафіївській селищній громаді Прилуцького району Чернігівської області. Населення становить 489 осіб у 2024 році. До 2020 року орган місцевого самоврядування — Бережівська сільська рада. У 1996 році в селі було 312 дворів та 835 жителів.

## Географії
Село Бережівка знаходиться на березі річки Верескуни (лівої притоки річки Смошу), вище за течією на відстані 2 км розташоване село Верескуни, нижче за течією на відстані 2 км розташоване село Загін. Розташоване за 44 км від райцентру та за 35 км від найближчої залізничної станції Ічні. 
Поблизу села розташований Тростянецький дендропарк.

## Історія

### Гетьманщина
Вперше згадується 1666 року в Переписних книгах. Там же вказано, що в селі було 14 селянських господарств, які «орали на 4-х волах»; козаки не зафіксовані.
Село з 1649 по 1781 рік входило до складу Іваницької сотні Прилуцького полку Гетьманщини. Бережівка була ранговим селом Іваницьких сотників. 1715 року Бережівку одержав на ранг сотник Г. І. Волошин (Григораш), в якого село залишалося з дозволу гетьмана Івана Скоропадського і після усунення його з сотенного уряду в 1721 році.
Після смерті Г. І. Волошина гетьман Данило Апостол затвердив село за його сином Яковом Волошиним. Але згодом Бережівка була повернута на сотенний уряд: 1737 вона перебувала у володінні сотника Павла Миницького, а 1739 — у сотника Федора Свірського.
У 1737 році у селі було 52 селянських господарств, 4 підсусідки, 7 господарств козаків (2 виборних, 5 підпомічників), З козачих підсусідків.
1776 село одержав колишній полковий суддя Іван Александрович.
У 1780 році в селі був 51 двір (89 хат) селян, які належали Івану Александровичу, 4 двори (18 хат) і 8 хат підсусідків, 23 козацькі двори (47 хат).

### Російська імперія
У 1797 році налічувалося 610 людей чоловічої статі податкового населення. У 1859 році — 246 дворів, 1389 жителів.
Згідно з реформою 1861 року в Бережівці створено Волосне правління тимчасово зобов'язаних селян, якому підпорядковано 5 сільських громад (1062 ревізійні душі). Козаки села підлягали Никонівському Волосному правлінню відомства Палати державного майна. Після реорганізації волостей Бережівка
1867 стала волосним центром 1-го стану; відтак (1897—1923) входила до Іваницької волості.
З 1782 по 1923 рік входило до Прилуцького повіту Полтавської губернії, У 1923–1930 роках до Іваницького району Прилуцького округу.
Найдавніше знаходження на мапах 1812 рік
У 1862 році у селі володарському та козачому Бережівка було 2 церкви, 5 заводів та 246 дворів де жило 1389 осіб
У 1911 році у селі Бережівка була Різдва Пресвятої Богородиці церква, земська школа та жило 1444 особи
У 1886 в селі було 286 селянських дворів, які входили до 3-х громад (М. Александровича, П. Барановського та Ст. Александровича), 64 двори козаків, 4 двори міщан та ін., 362 хати, 1875 жителів; діяли: дерев'яна церква Різдва Богородиці (2-й престол Архистратига Михаїла), споруджена 1879 (перша церква збудована до 1666), земське початкове однокласне училище (засноване 1862; у віданні земства з 1872), 2 шинки, 2 крамниці, 15 вітряків, олійниця, солодовня, ґуральня.
У 1910 році в селі було 402 господарства, з них козацьких — 73, селянських — 316, єврейських — 5, ін. непривілейованих — 1, привілейованих — 7, налічувалося 2385 жителів, у тому числі 13 теслярів, 13 кравців, 12 шевців, 2 столяри, 2 ковалі, 105 ткачів, 27 візників, 234 поденники, 23
займалися гуманітарними та 192 іншими неземлеробськими заняттями, все інше доросле населення займалося хліборобством на 2385 десятинах придатної землі.
Діяли: земське початкове училище, у якому навчалися 113 хлопців та 39 дівчат (1912), церковнопарафіяльна школа, ярмарки на 1-му тижні після Великодня на 18 жовтня. Землевласниками села були: А. М. Орловський, Ф. О. Свирський, М. Александрович.

### Радянський період
З січня 1918 року — під радянською окупацією.
У 1925—1930 роках Бережівка — центр сільради. 1925 у селі налічувалося 580 дворів та 2861 житель; у 1930 році — 574 двори та 2845 жителів.
У німецько-радянській війні воювали 300 жителів села, 198 з них нагороджені орденами і медалями СРСР, 248 загинули.
У 1970-х роках в Бережівці діяв колгосп ім. Леніна, за яким було закріплено 3405 га сільськогосподарських угідь, у тому числі 2705 га орної землі. Господарство вирощувало зернові та технічні культури. Було також розвинене м'ясо-молочне тваринництво. 98 передовиків за успіхи в сільськогосподарському виробництві нагороджені орденами і медалями СРСР, у тому числі орденами Леніна і Жовтневої Революції — головний агроном Н. А. Гунько, орденом Жовтневої Революції — комбайнер В. М. Каплій.
На території села діяли: середня школа (у 1974 — 12 вчителів та 107 учнів), будинок культури (з залом на 400 місць), бібліотека (з книжковим фондом 10 тис. примірників), медпункт, дитячий садок (на 56 місць), будинок побуту, торговий комплекс, готель, відділення зв'язку, 3 магазини.

### Незалежна Україна
21 квітня 2012 року селяни Бережівки протестували проти незаконного захоплення їхніх земельних паїв СТОВ «Дружба Нова» та порушення їхніх майнових прав.

## Населення

### Мова
Розподіл населення за рідною мовою за даними перепису 2001 року:
| Мова            | Кількість | Відсоток |
| --------------- | --------- | -------- |
| українська      | 744       | 97.64%   |
| російська       | 16        | 2.10%    |
| польська        | 1         | 0.13%    |
| інші/не вказали | 1         | 0.13%    |
| Усього          | 762       | 100%     |

## Пам'ятки
У 1977 р. споруджено пам'ятник на честь воїнів-односельців, які загинули у німецько-радянській війні.
У 2018 році відкрито меморіальну дошку на честь підполковника Армії УНР Семена Скрипки та його брата, хорунжого Армії УНР Івана Скрипки.

## Соціальна сфера
У селі діють загальноосвітня школа І-ІІІ ступенів, дошкільний навчальний заклад. Працюють сільськогосподарське пайове колективне підприємство «Бережівка», приватне підприємство «Ростислава», приватно-орендне сільськогосподарське підприємство «Бережівка», є відділення Чернігівського обласного управління АТ «Ощадбанк».

## Відомі люди
- Скрипка Семен Іванович  — підполковник Армії УНР.
- Петренко Назар Антонович — український політичний діяч, депутат Трудового конгресу України.

Уродженцем села є доктор хімічних наук В. П. Крамаренко.
В місцевій школі викладав заслужений вчитель УРСР В. С. Сидоренко, місцевим медпунктом завідував заслужений працівник охорони здоров'я УРСР Н. І. Цапко.